# Días de otoño
Días de otoño es una película de drama psicológico y suspenso mexicana de 1963, dirigida por Roberto Gavaldón, escrita por Julio Alejandro y Emilio Carballido, y protagonizada por Pina Pellicer, Evangelina Elizondo e Ignacio López Tarso.
Basada en la novela Frustration, escrita por B. Traven, la trama se centra en la vida de una joven provinciana llamada Luisa, que emigra a la ciudad en busca de trabajo después de quedar huérfana. Allí sufre una desilusión amorosa, que aunado a los malos tratos de personas ajenas a ella y a su percepción fantasiosa de la vida, provocan que comience a desapegarse de la realidad y empiece a sumirse en un mundo imaginativo creado por sí misma.

## Argumento
Luisa es una joven provinciana que llega a Ciudad de México con una carta de recomendación para el dueño de una pastelería llamado don Albino. El hombre recibe reticentemente a la joven, pero pronto se percata de su gran talento para la decoración de pasteles. Luisa acaba de perder a su único familiar, una tía, quien fue la que la recomendó con Don Albino. Debido a esta pérdida y a su carácter intensamente tímido, Luisa se retrae y evita el contacto con las personas que le rodean, tanto en el trabajo como en su nuevo domicilio, localizado en una vecindad. Todos pueden notar que Luisa parece vivir en un mundo de sueños y fantasías que, aunque completamente inocentes, le abstraen de la realidad solitaria en que se ha instalado. 
A pesar de su modo huraño, Rita y sus compañeras comienzan a mostrarle aprecio, lo mismo que su patrón, quien es un viudo con dos hijos menores. Luisa toma gran cariño por los hijitos de don Albino, pero rechaza sistemáticamente los intentos de aproximación de él. Cercanas las festividades decembrinas, las empleadas de la pastelería intentan que acepte una invitación de don Albino, y con ello sus galanteos. Luisa, al verse acosada confiesa que está próxima a casarse; evidentemente, las compañeras de Rita, que la conocen, manifiestan dudar de la afirmación. Luisa reacciona molesta y les narra mediante recuerdos cómo fueron los encuentros en los que conoció a su novio Carlos, un chofer particular de un ingeniero. Ella finaliza comentándoles que su compromiso matrimonial se efectuará en quince días. 
Al llegar de día de la boda, Luisa se presenta en la iglesia donde ha quedado con Carlos, pero pronto es evidente que el novio no se ha presentado. Preocupada, Luisa pide ayuda al párroco de la iglesia para buscar por teléfono a Carlos en casa de sus patrones. Cuando se logran comunicar, la persona que contesta es el ama de llaves quien le aclara que es su esposa desde hace tres años, por lo que en ese momento ella se da cuenta de que fue víctima de una falsa fantasía. Desolada, ante la mirada atónita de sus vecinos, regresa a su casa —una vieja y populosa vecindad— vestida de novia y evidentemente alterada. Luisa decide entonces mudarse de ahí para evitar mayores miradas de compasión, comentarios mordaces y cuchicheos en la vecindad.
Don Albino le concede a Luisa unas vacaciones para casarse, y al volver, le hace creer a todos que efectivamente se ha casado. Va donde un fotógrafo para que le tomen una fotografía con su vestido de novia, y arregla que agreguen, por medio de un truco fotográfico, una imagen de Carlos. Luisa finge ante sus compañeras que es intensamente feliz, e incluso les confiesa que está embarazada. Poco a poco Don Albino y sus empleadas comienzan a sospechar y a hacer preguntas, ya que a todos les parece raro que Carlos nunca haya sido visto por nadie. Conforme pasa el tiempo, finge todo un proceso de embarazo colocándose unas almohadas especiales en el estómago para aparentar un embarazo. Cuando su supuesto tiempo de gestación culmina, simula haber tenido al «bebé» en Monterrey, y otra vez regresa a su vida cotidiana. Su siguiente mentira fantasiosa es comentarle a todos que Carlos murió en un accidente automovilístico, haciéndoles creer que está de luto por su muerte. 
Convencida de haber tenido un hijo, hace una visita sola al zoológico de Chapultepec, donde es vista por don Albino. Al día siguiente, ella le cuenta a sus compañeras que se la pasó muy bien con su hijo en el zoológico. Desconcertado, Don Albino la observa con extrañeza antes de pedirle que lo acompañe a la aduana por un pedido. Él la lleva a Chapultepec, su lugar favorito, y le pide que le cuente qué le sucede, además de confesarle sus sentimientos por ella. Luisa reacciona despavorida y simplemente le contesta que después le contará qué le pasa, para luego irse caminando. En su andar, sus fantasías continúan atormentándola mientras finge que va de la mano con un niño, hasta que llega un punto en el que se da cuenta de que todo lo que sueña no es real. Ya de noche, coloca en una canasta todos los objetos del bebé que jamás tuvo, y posteriormente se los lleva y los deja frente a la puerta de una casa cuna. Al tocar a la puerta se va caminando antes de que abran, pero en un intento por revivir su vida fantasiosa, vuelve para recoger la canasta, pero esta ya no está. Sonriendo mientras ve hacia la nada, se va caminando con la ilusión de recobrar su vida.

## Reparto
- Pina Pellicer como Luisa[6]
- Ignacio López Tarso como don Albino[7]
- Evangelina Elizondo como Rita[8]
- Adriana Roel como Alicia[9]
- Luis Lomelí como Carlos[9]
- Graciela Döring como empleada de la pastelería[10]
- Hortensia Santoveña como doctora[9]
- Eva Calvo como clienta rubia de la pastelería[11]
- Guillermo Orea como fotógrafo[9]
- Enrique García Álvarez como cura[12]
- Ricardo Fuentes como dibujante[12]
- Joaquín Roche hijo como Mario, mensajero de la pastelería[12]
- Juan Antonio Edwards como hijo de don Albino[11]

### Sin acreditar
- Lupe Carriles como vecina chismosa[11]
- José Chávez Trowe como taxista[11]
- Lidia Franco como nana de Manuelito[12]
- Leonor Gómez como vecina chismosa[11]
- Concepción Martínez como anciana con mantilla en la iglesia[11]

## Recepción

### Crítica
Este filme ocupa el lugar 17 dentro de la lista de las 100 mejores películas del mexicanas, según la opinión de 27 críticos y especialistas del cine en México, publicada por el portal Sector Cine en junio de 2020.

### Premios
| Premio                                          | Año  | Categoría      | Nominado (a)                      | Resultado | Ref(s)        |
| ----------------------------------------------- | ---- | -------------- | --------------------------------- | --------- | ------------- |
| Festival Internacional de Cine de Mar del Plata | 1964 | Mejor actriz   | Pina Pellicer                     | Ganadora  | [ 14 ] [ 15 ] |
| Festival Internacional de Cine de Mar del Plata | 1964 | Mejor película | Días de otoño de Roberto Gavaldón | Nominada  | [ 15 ]        |

| Premio          | Año  | Categoría                  | Nominado (a)        | Resultado | Ref(s) |
| --------------- | ---- | -------------------------- | ------------------- | --------- | ------ |
| Diosas de Plata | 1964 | Mejor actriz               | Pina Pellicer       | Ganadora  | [ 16 ] |
| Diosas de Plata | 1964 | Mejor coactuación femenina | Evangelina Elizondo | Ganadora  | [ 17 ] |
| Diosas de Plata | 1964 | Mejor fotografía           | Gabriel Figueroa    | Ganador   | [ 18 ] |

## Legado
En agosto de 2023, la cinta fue presentada en el Festival Internacional de Cine de Locarno como parte de una sección llamada «Espectáculo a diario - Las distintas temporadas del cine popular mexicano».